# 李曼筠
李曼筠（Maggie Lee Man Kwan，1988年6月24日—），香港電視節目主持和演員，以前曾經是雜誌模特兒，直至2006年於香港動漫節以超性感打扮擔當電腦遊戲《馬場風雲》模特兒即成為焦點，然後簽約美亞娛樂子公司天下媒體，她是電影圈的新人。傳媒通常稱呼她為「動漫Maggie」。曾參與多部電影拍攝，更於2012年開始進軍飲食界。

## 曾參與電影
- 2007年：《地獄第19層》 飾 石清幽（Eva）
- 2008年：《愛‧鬥大》 飾 Maggie
- 2008年：《內衣少女》 飾 Lotion
- 2008年：《有隻僵屍暗戀你》 飾 Apple
- 2009年：《人間喜劇》飾 靈犀
- 2009年：《大內密探靈靈狗》飾 宮女
- 2010年：《美麗密令》 飾 周君君
- 2011年：《最強囍事》 飾 Creamy
- 2011年：《孤島驚魂》 飾 Tina
- 2011年：《八星抱喜》 飾 香港先生評審
- 2012年：《半夜不要照鏡子》 飾 羅飛煙
- 2013年：《衝鋒戰警》 飾 花花
- 2013年：《雙生》 飾 Maggie
- 2022年：《被消失的兇案》 飾 王曼琪（企街）

## 曾參與電視節目
- 2008年：亞洲電視 - 《樂壇風雲50年》（演唱《某年仲夏》）
- 2008年：無綫電視 - 《鐵甲無敵獎門人》(遊戲嘉賓)
- 2009年：有線電視 - 《神探CSI》(嘉賓)
- 2010年：無綫電視 - 《超級遊戲獎門人》(遊戲嘉賓)
- 2010年：亞洲電視 - 《肥媽老友記》(嘉賓)
- 2011年：亞洲電視 - 《生活加油站》之「Eva會客室」(訪問)
- 2011年：亞洲電視 - 《智醒智勁四方城》(遊戲嘉賓)
- 2013年：有線電視 - 《掃毒大家庭》(嘉賓)

## 曾主持之電視節目
- 2006年－2008年：美亞電影台，美亞電視劇台節目主持
- 2008-2009年：有線電視 《肥媽私房菜》之「LaVilla名廚匯」(客席主持)
- 2008-2009年：omlive網上電視電台節目主持
- 2011年：網上節目《曼遊十分zone》主持
- 2012年：有線電視《名廚．鄉土濃情甄文達》主持
- 2014年：有線電視 《阿YAN．歷史幾好食都有》主持
- 2015年：有線電視《怪談 全職獵魂》主持
- 2015年：有線電視《怪談 大逆北道》

## 曾推出書籍
- 2008年：個人故事《吃一口草莓》國際書號 9789888010110
- 2013年：香港飲食介紹書《Maggie and...》國際書號 9789881257703
- 2014年：個人故事改編之愛情小說《情有雷同 實屬巧合》

## 曾主持之網絡節目
- 2008-2009年 omlive.cc 《連環快拍》
- 2010年：Trendychannel《曼遊十分Zone》

## 曾獲得之獎項
- 2007年：最完美曲線大獎
- 2008年：Platinum Star

## 相關連結
- 李曼筠的新浪微博
- Facebook Page
- 個人網誌 （页面存档备份，存于）
- Instagram